# Санча Леонская (дочь Альфонсо IX)
Санча Леонская (род. ок. 1191) — старшая дочь короля Леона Альфонсо IX и Терезы Португальской. Де-юре королева Леона в 1230 году.

## Жизнь
Санча воспитывалась при дворе отца, но её младшая сестра Дульса и старший брат Фернандо воспитывались матерью в Португалии после того, как брак родителей был аннулирован в 1195 году. Хотя в Кастилии женщины могли наследовать трон, и мачеха Санчи на короткое время стала королевой Кастилии, в Леоне у женщин такого права не было, хотя её предок Уррака была правящей королевой Кастилии и Леона.
После смерти брата Санчи в 1214 году, Альфонсо IX назвал своего второго сына, также Фернандо, своим наследником, присвоив ему титул инфанта в 1216 году. В 1217 году при поддержке аристократии Альфонсо подарил своим дочерям Санче и Дульсе деревни Портела-де-Сан-Хуан, Бурго-де-Рибадавия и Алларис, чтобы они пожизненно правили ими, после чего были бы возвращены под управление короны. В том же году мать Фернандо, Беренгария, унаследовала королевство Кастилия, но передала его своему сыну, которого 2 июля 1217 года объявили королём в Вальядолиде. Учитывая, что наследник стал правителем другого королевства, Альфонсо попытался сделать старших дочерей своими наследницами. В Борональском договоре, заключённом с Португалией в 1219 году, Альфонсо прямо заявляет, что если он умрет, Португалия должна соблюдать это соглашение с его дочерьми.
Альфонсо также попытался защитить права своей старшей дочери, выдав её за Иоанна де Бриенна, бывшего короля Иерусалима, но его жена Беренгария помешала браку, чтобы продвинуть своего сына. Весной 1224 года Иоанн шёл по пути Святого Иакова, проходя через королевство Альфонсо, когда решил остановиться в Толедо, чтобы увидеть свою будущую невесту. Там королева убедила его вместо этого жениться на её дочери Беренгарии. Во время возвращения в Бургос он так и сделал, и король и бывшая королева Кастилии сопровождали его с супругой вплоть до Логроньо. После этого фиаско Альфонсо объявил Санчу и Дульсу своими наследницами, но после его смерти 24 сентября 1230 года народ Леона, которые присягнули Фернандо III в 1206 году, отказались признать его дочерей, а они в свою очередь уступили свои права на королевство сводному брату. В то время Санче было 38 лет. Это соглашение, заключённое в Валенсии-де-Дон-Хуане Беренгарией и Терезой при участии Санчи и Дульсы, известно как «договор матерей». Договор был подписан в Бенавенте, и в качестве компенсации Фернандо пообещал выплачивать ежегодное содержание в размере 30 тысяч мараведи каждой из своих единокровных сестёр, а также владение некоторыми замками.